# Antonio Brown
Antonio Brown (Miami, 1988. július 10. –) az NFL-ben szereplő Pittsburgh Steelers amerikai futball csapat háromszoros Pro Bowler elkapója, és punt visszahordója.
Játékjogát a Steelers foglalta le a 2010-es Draft hatodik körében a 195. választottként. A kései választás ellenére a liga legjobb elkapójává nőtte ki magát.
Statisztikái:
| Év   | Csapat              | Meccs | Elkapás | Elkapott yard | Yard elkapásonként | Leghosszabb elkapás | Touchdown |
| ---- | ------------------- | ----- | ------- | ------------- | ------------------ | ------------------- | --------- |
| 2014 | Pittsburgh Steelers | 16    | 129     | 1698          | 13.2               | 63T                 | 13        |
| 2013 | Pittsburgh Steelers | 16    | 110     | 1499          | 13.6               | 56                  | 8         |
| 2012 | Pittsburgh Steelers | 13    | 66      | 787           | 11.9               | 60T                 | 5         |
| 2011 | Pittsburgh Steelers | 16    | 69      | 1108          | 16.1               | 79T                 | 2         |
| 2010 | Pittsburgh Steelers | 9     | 16      | 167           | 10.4               | 26                  | 0         |
|      |                     | 70    | 390     | 5259          | 13.5               | 79                  | 28        |